# Iota Racing Cars
Iota Racing Cars war ein britischer Automobilhersteller in Clifton (Bristol). Bekannt wurde die Firma durch den Bau von Rennwagen für die 500-cm³-Klasse.
1951 wurde auch ein straßenverkehrstauglicher Sportwagen angeboten, der Iota 350. Der Wagen besaß einen luftgekühlten, obengesteuerten Zweizylinder-Boxermotor von Douglas, der 17 bhp (12,5 kW) bei 6000 min−1 aus 0,35 l Hubraum schöpfte. Das Auto war 3798 mm lang und 1320 mm breit. Der Radstand betrug 2197 mm und die Spur 1092 mm. Das ganze Gefährt wog nur 330 kg.

## Modelle
| Modell | Bauzeitraum | Zylinder | Hubraum | Leistung         | bei Drehzahl | Radstand |
| ------ | ----------- | -------- | ------- | ---------------- | ------------ | -------- |
| 350    | 1951        | 2 Boxer  | 348 cm³ | 17 bhp (12,5 kW) | 6000 min−1   | 2197 mm  |